# Orthoclada
Orthoclada is een geslacht uit de grassenfamilie (Poaceae). De soorten van dit geslacht komen voor in Afrika en Zuid-Amerika.

## Soorten
Van het geslacht zijn de volgende soorten bekend: 
- Orthoclada africana
- Orthoclada laxa